# Ángela Cerrillos Valledor
Ángela Cerrillos Valledor es una abogada española y activista del movimiento feminista que fue presidenta de la Asociación de Mujeres Juristas Themis.

## Trayectoria
El 9 de mayo de 1968 se licenció en Derecho e ingresó en el Colegio de Abogados de Madrid (ICAM). En 1975, fue una de las impulsoras del Colectivo Jurídico Feminista, institución para la defensa de los derechos de las mujeres y la promoción de reformas legislativas para eliminar las discriminaciones por razón de sexo. En 1979, se convirtió en presidenta de la Librería de Mujeres, Centro de Encuentro de Madrid.
Inició su ejercicio profesional especializándose en Derecho de Familia y, junto con sus compañeras Cristina Alberdi Alonso y Consuelo Abril González, fue un referente en la defensa de los derechos de la mujer, trabajando junto con otras compañeras en la elaboración de la Ley española de Divorcio de 1981, así como en la despenalización del aborto. En 1983, formó parte de la constitución de la Comisión de Investigación de Malos Tratos a Mujeres, de la que fue vicepresidenta. También impulsó la creación de la Asociación de Ayuda a Mujeres Violadas.
Fue socia fundadora de la Asociación Española de Abogados de Familia (AEAFA), siendo hasta 2001 su secretaria. Dirigió las Jornadas Anuales de Estudios de dicha Asociación. Fue presidenta de la Asociación de Mujeres Juristas Themis, asociación dedicada a promover la igualdad jurídica entre mujeres y hombres, realizando acciones para garantizar la aplicación efectiva de los derechos de las mujeres , impulsando propuestas de reformas legislativas para reforzar estos derechos.
Su trayectoria es públicamente reconocida y por su experiencia es solicitada con frecuencia para participar como ponente en múltiples Congresos en España, Portugal y Latinoamérica, Seminarios, Colegios de Abogados y Escuela Judicial y en Cursos de Postgrado en la Universidad Carlos III de Madrid.
Actualmente es la diputada 2ª del Ilustre Colegio de Abogados de Madrid y presidenta de su Comisión de Igualdad, Diversidad e Inclusión. Esta comisión fue creada durante su pertenencia a la Junta de Gobierno del Ilustre Colegio de Abogados de Madrid, impulsando y elaborando junto con el Área de la Mujer de la Asociación Libre de Abogadas y Abogados y la Asociación de Mujeres Juristas Themis el Plan de Igualdad de Género 2018-2022.

## Reconocimientos
En 2016 fue reconocida con la Medalla de Honor del Ilustre Colegio de Abogados de Madrid, en reconocimiento a su trayectoria profesional en favor de los derechos de las abogadas y abogados y de la igualdad de derechos de las mujeres.

## Publicaciones
Ha publicado diversos artículos en distintos medios periodísticos, entre otros, en El País y junto a Cristina Alberdi Alonso y Consuelo Abril González el libro Ahora Divorcio.